# 분해 가능 공간
일반위상수학에서 분해 가능 공간(分解可能空間, 영어: separable space)은 가산 집합이 조밀 집합일 수 있을 정도로 작은 위상 공간이다.

## 정의
위상 공간 {\displaystyle X}의 밀도(密度, 영어: density) {\displaystyle d(X)}는 {\displaystyle X} 속의 조밀 집합의 최소 크기인 기수이다. (기수 위의 순서는 정렬 순서이므로 이는 항상 존재한다.)
밀도가 {\displaystyle \aleph _{0}} 이하인 위상 공간을 분해 가능 공간이라고 한다.:192 즉, 분해 가능 공간은 가산 조밀 집합을 갖는 공간이다.

## 성질

### 제2 가산성과의 관계
모든 제2 가산 공간은 분해 가능 공간이다.:192
제1 가산 공간인 위상군에 대하여, 다음 두 조건이 서로 동치이다.:195
- 분해 가능 공간이다.
- 제2 가산 공간이다.

거리화 가능성을 가정한다면, 다음이 성립한다.
콤팩트 공간 {\displaystyle \subsetneq }:194 제2 가산 공간 = 분해 가능 공간 = 린델뢰프 공간:191–192

### 분해 가능성을 보존하는 연산
두 위상 공간 {\displaystyle X}, {\displaystyle Y} 사이의 연속 함수 {\displaystyle f\colon X\to Y} 및 조밀 집합 {\displaystyle D\subseteq X}이 주어졌을 때, 그 상 {\displaystyle f(D)\subseteq f(X)}는 치역 {\displaystyle f(X)} 속의 조밀 집합이다. 따라서
{\displaystyle d(f(X))\leq d(X)}
이다. 특히, 분해 가능 공간의 연속적 상은 분해 가능 공간이다.:194
위상 공간 {\displaystyle X}의 열린집합 {\displaystyle U\subseteq X} 및 조밀 집합 {\displaystyle D\subseteq X}가 주어졌을 때, {\displaystyle U\cap D}는 {\displaystyle U}의 조밀 집합이다. 따라서 다음이 성립한다.
{\displaystyle d(U)\leq d(X)}
특히, 분해 가능 공간의 열린집합은 분해 가능 공간이다.:Theorem 16.4b 분해 가능 공간의 열린집합이 아닌 부분 집합은 분해 가능 공간이 아닐 수 있다. 다만, 분해 가능 거리화 가능 공간의 모든 부분 집합은 분해 가능 공간이다.
곱공간
{\displaystyle X=\prod _{i\in I}X_{i}}
및 무한 기수 {\displaystyle \kappa }가 주어졌다고 하자. 휴잇-마르체프스키-폰디체리 정리(영어: Hewitt–Marczewski–Pondiczery theorem)에 따르면, 만약
{\displaystyle d(X_{i})\leq \kappa \qquad (\forall i\in I)}
{\displaystyle |I|\leq 2^{\kappa }}
라면,
{\displaystyle d(X)\leq \kappa }
이다. 특히, {\displaystyle 2^{\aleph _{0}}}개 이하의 분해 가능 공간들의 곱공간은 분해 가능 공간이다.:194:109, Theorem 16.4c 곱위상 대신 상자 위상을 사용하는 경우 이 명제들은 더 이상 성립하지 않는다.
휴잇-마르체프스키-폰디체리 정리의 증명::81, Theorem 2.3.15
편의상 {\displaystyle |I|=2^{\kappa }}라고 하자. (나머지 경우는 이 경우에서 연속적 상을 취한다.) 크기가 {\displaystyle \kappa } 이하인 조밀 집합 {\displaystyle D_{i}\subseteq X_{i}}들의 곱집합 {\displaystyle \textstyle D=\prod _{i\in I}D_{i}\subseteq X}는 조밀 집합이다. 따라서, {\displaystyle D}의 크기 {\displaystyle \kappa } 이하의 조밀 집합을 찾으면 족하다. 이제, {\displaystyle Y}가 크기 2의 이산 공간이라고 하고, {\displaystyle Z^{Y^{\kappa }}}가 {\displaystyle 2^{\kappa }}개의 크기 {\displaystyle \kappa }의 이산 공간 {\displaystyle Z}들의 곱공간이라고 하자. 그렇다면 전사 연속 함수
{\displaystyle Z^{Y^{\kappa }}\to D}
가 존재한다. 따라서 {\displaystyle Z^{Y^{\kappa }}}에서 크기 {\displaystyle \kappa } 이하의 조밀 집합을 찾으면 족하다. 곱공간 {\displaystyle Y^{\kappa }}는 크기 {\displaystyle \kappa } 이하의 기저 {\displaystyle {\mathcal {B}}}를 가진다 (예를 들어, 표준적인 기저의 크기는 {\displaystyle \kappa }이다). 이제,
{\displaystyle A\subseteq Z^{Y^{\kappa }}}
가 다음 두 조건을 만족시키는 유한 개의 서로소 집합들의 집합 {\displaystyle \{B_{1},\dots ,B_{n}\}\subset {\mathcal {B}}}가 존재하는 원소
{\displaystyle f\in Z^{Y^{\kappa }}}
들의 집합이라고 하자.
- 각 {\displaystyle f|_{B_{i}}\colon B_{i}\to Z}는 상수 함수이다.
- {\displaystyle f|_{Y^{\kappa }\setminus (B_{1}\cup \cdots \cup B_{n})}\colon Y^{\kappa }\setminus (B_{1}\cup \cdots \cup B_{n})\to Z}는 상수 함수이다.

그렇다면, {\displaystyle A\subseteq Z^{Y^{\kappa }}}가 조밀 집합이며, {\displaystyle |{\mathcal {B}}|\leq \kappa }이므로 {\displaystyle |A|\leq \kappa }이다.

### 크기 관련 성질
모든 비이산 공간은 분해 가능 공간이므로, 분해 가능성은 집합의 크기에 상한을 가하지 않는다. 그러나 추가 조건을 가한다면 다음과 같은 상한을 얻을 수 있다.
- 제1 가산 하우스도르프 분해 가능 공간의 크기는 {\displaystyle 2^{\aleph _{0}}} 이하이다.
- 하우스도르프 분해 가능 공간의 크기는 {\displaystyle 2^{2^{\aleph _{0}}}} 이하이다.

또한, 분해 가능성은 다음과 같은 다양한 크기 관련 상한들을 함의한다.
- 분해 가능 공간 속의 서로소 열린집합들로 구성된 집합족은 항상 가산 집합이다.[1]:194
- 분해 가능 공간 {\displaystyle X}가 주어졌을 때, {\displaystyle X} 위의 실수 값 연속 함수의 집합의 크기는 {\displaystyle 2^{\aleph _{0}}} 이하이다.
{\displaystyle {\mathcal {C}}(X,\mathbb {R} )\leq 2^{\aleph _{0}}}

이는 실수 값 연속 함수는 이를 조밀 집합에 국한한 함수로부터 결정되기 때문이다. 이에 따라, 정규 분해 가능 공간 속의 닫힌집합이 이산 공간을 이룬다면, 이는 항상 가산 집합이다.
임의의 위상 공간 {\displaystyle X}에 대하여, 다음 세 조건을 만족시키는 분해 가능 공간 {\displaystyle {\tilde {X}}} 및 단사 함수 {\displaystyle \iota \colon X\hookrightarrow {\tilde {X}}}를 찾을 수 있다.:49
- {\displaystyle |X|=|{\tilde {X}}|}이며, {\displaystyle {\tilde {X}}\setminus \iota (X)}는 가산 집합이다.
- {\displaystyle X}는 그 상 {\displaystyle \iota (X)}와 위상 동형이다.
- 만약 {\displaystyle X}가 하우스도르프 공간이라면, {\displaystyle {\tilde {X}}}역시 하우스도르프 공간이다.

### 힐베르트 공간
(실수 또는 복소수) 힐베르트 공간 {\displaystyle {\mathcal {H}}}에 대하여, 다음 두 조건이 서로 동치이다.
- {\displaystyle {\mathcal {H}}}의 힐베르트 차원이 {\displaystyle \aleph _{0}} 이하이다. (힐베르트 차원은 벡터 공간의 하멜 차원과 일반적으로 다르다.)
- {\displaystyle {\mathcal {H}}}는 분해 가능 공간이다.

특히, 모든 유클리드 공간 {\displaystyle \mathbb {R} ^{n}} 및 L2 공간 {\displaystyle L^{2}(\mathbb {R} )}는 분해 가능 공간이다. 유클리드 공간의 경우 {\displaystyle \mathbb {Q} ^{n}\subsetneq \mathbb {R} ^{n}}은 가산 조밀 집합을 이룬다. 힐베르트 공간은 힐베르트 차원에 의하여 완전히 분류되므로, 이는 분해 가능 힐베르트 공간의 목록이다.

## 예
임의의 위상 공간 {\displaystyle X}에 대하여 다음이 자명하게 성립한다.
{\displaystyle d(X)\leq |X|}
따라서, 가산 개의 점을 갖는 위상 공간은 분해 가능 공간이다.
이산 공간 속의 조밀 집합은 전체밖에 없으므로, 이산 공간 {\displaystyle X}의 밀도는 그 집합의 크기와 같다.
{\displaystyle |X|=d(X)}
특히, 가산 이산 공간은 분해 가능 공간이지만, 비가산 이산 공간은 분해 가능 공간이 아니다.
비이산 공간에서 공집합이 아닌 모든 부분 집합은 조밀 집합이다. 따라서, 비이산 공간 {\displaystyle X}의 밀도는 다음과 같다.
{\displaystyle d(X)=\min\{1,|X|\}}
따라서, 모든 비이산 공간은 자명하게 분해 가능 공간이다.

## 역사
휴잇-마르체프스키-폰디체리 정리는 랠프 필립 보애스 주니어(영어: Ralph Philip Boas Jr., 1912~1992), 에드윈 휴잇(영어: Edwin Hewitt, 1920~1999), 에드바르트 마르체프스키(폴란드어: Edward Marczewski, 1907~1976, {\displaystyle \kappa =\aleph _{0}})가 독자적으로 증명하였다. E. S. 폰디체리(영어: E. S. Pondiczery)는 보애스가 이 논문에서 사용한 필명이며, 인도의 지명 퐁디셰리에서 유래한다.

## 같이 보기
- 제1 가산 공간
- 제2 가산 공간